# 마퀴스 티그

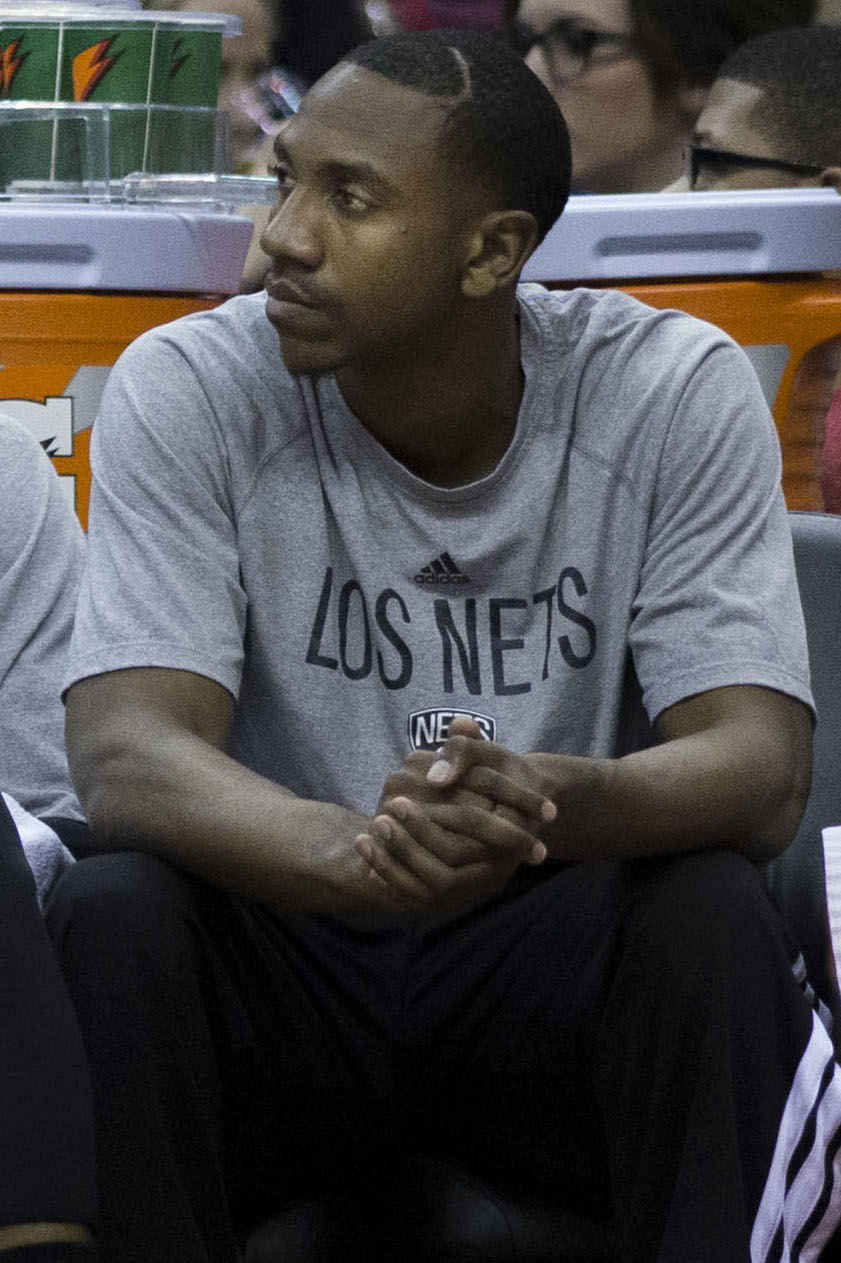

마퀴스 티그(Marquis Teague, 본명: 마퀴스 데반테 티그, Marquis Devante Teague, 1993년 2월 28일 ~ )는 그리스 농구 리그의 콜로소스 로도우에서 마지막으로 뛰었던 미국 프로 농구 선수이다. 2011년 동급 최고의 고등학교 농구 선수 중 한 명이었다.

## 경력
- 2012-2014: 시카고 불스
- 2013~2014년: → 아이오와 에너지
- 2014: 브루클린 네츠
- 2014~2016: 오클라호마 시티 블루
- 2016년: 이로니 나하리야
- 2016-2017: 아브토도르 사라토프
- 2017: 포트 웨인 매드 앤츠
- 2017~2018: 멤피스 허슬
- 2018: 멤피스 그리즐리스
- 2018~2019년: 전주 KCC 이지스
- 2019-2020: 멤피스 허슬
- 2021~2022: 런던 라이온스
- 2022-2023: 콜로소스 로도우